# バクスター郡 (アーカンソー州)
バクスター郡（英: Baxter County）は、アメリカ合衆国アーカンソー州の北端中央に位置し、ミズーリ州と接する郡である。北部にはブルーショールズ湖とノーフォーク湖という州内最大級の2つの湖があるので、二湖地域と呼ばれている。南側の境界はノーフォーク・テイルウォーターとバッファロー国立河川である。2010年国勢調査での人口は41,513人であり、2000年の38,386人から8.1%増加した。
郡庁所在地はマウンテンホーム市（人口12,448人）であり、同郡で人口最大の都市でもある。マウンテンホーム市は雑誌「フィールド・アンド・ストリーム」全米第2位の釣りの町にランクされた。今日のバクスター郡は退職後の地、およびリゾート地として知られている。郡内にあるビッグクリーク・ゴルフコースは、雑誌「ゴルフダイジェスト」で常に5つ星が付けられており、ゴルフ場10傑にも入っている。アーカンソー州では4年連続でパブリックコースの第1位にもなった。
バクスター郡は1873年3月24日に州内66番目の郡として設立され、郡名は第10代アーカンソー州知事を務めたエリシャ・バクスターに因んで名付けられた。
バクスター郡はその全体でマウンテンホーム小都市圏を構成している。
郡内で発行される週刊紙「ザ・バクスター・ブレティン」は、新聞事業協会から発行部数1万部以上の国内週刊紙で1973年の「最良の週刊紙」に挙げられた。当時はハロルド・E・マーティンが発行しており、州内最大の週刊紙だった。

## 地理
アメリカ合衆国国勢調査局に拠れば、郡域全面積は586.74平方マイル (1,519.6 km2)であり、このうち陸地554.36平方マイル (1,435.8 km2)、水域は32.38平方マイル (83.9 km2)で水域率は5.52%である。

### 主要高規格道路
- アメリカ国道62号線/アメリカ国道412号線
- アメリカ国道62号線産業道路
- アーカンソー州道5号線
- アーカンソー州道14号線
- アーカンソー州道101号線
- アーカンソー州道126号線
- アーカンソー州道177号線
- アーカンソー州道178号線
- アーカンソー州道201号線
- アーカンソー州道202号線
- アーカンソー州道201号線支線
- アーカンソー州道263号線
- アーカンソー州道341号線
- アーカンソー州道342号線
- アーカンソー州道345号線

### 隣接する郡
- オザーク郡 (ミズーリ州) - 北
- フルトン郡 - 東
- イザード郡 - 南東
- ストーン郡 - 南
- サーシー郡 - 南西
- マリオン郡 - 西

### 国立保護地域
- バッファロー国立河川（部分）
- オザーク国立の森（部分）

## 人口動態

人口ピラミッド

以下は2000年の国勢調査による人口統計データである。
| 基礎データ - 人口: 38,386人 - 世帯数: 17,052 世帯 - 家族数: 11,799 家族 - 人口密度: 27人/km2（69人/mi2） - 住居数: 19,891軒 - 住居密度: 14軒/km2（36軒/mi2） 人種別人口構成 - 白人: 97.81% - アフリカン・アメリカン: 0.11% - ネイティブ・アメリカン: 0.52% - アジア人: 0.34% - 太平洋諸島系: 0.02% - その他の人種: 0.22% - 混血: 0.97% - ヒスパニック・ラテン系: 1.00% 年齢別人口構成 - 18歳未満: 19.0% - 18-24歳: 5.8% - 25-44歳: 21.1% - 45-64歳: 27.4% - 65歳以上: 26.8% - 年齢の中央値: 48歳 - 性比（女性100人あたり男性の人口） - 総人口: 92.3 - 18歳以上:89.1 | 世帯と家族（対世帯数） - 18歳未満の子供がいる: 22.0% - 結婚・同居している夫婦: 59.0% - 未婚・離婚・死別女性が世帯主: 7.7% - 非家族世帯: 30.8% - 単身世帯: 27.5% - 65歳以上の老人1人暮らし: 15.1% - 平均構成人数 - 世帯: 2.21人 - 家族: 2.65人 収入と家計 - 収入の中央値 - 世帯: 29,106米ドル - 家族: 34,578米ドル - 性別 - 男性: 25,976米ドル - 女性: 18,923米ドル - 人口1人あたり収入: 16,859米ドル - 貧困線以下 - 対人口: 11.1% - 対家族数: 7.9% - 18歳未満: 14.7% - 65歳以上: 8.9% |

## 都市と町
| - ビッグフラット - ブライアクリフ | - コッター - ガスビル | - レイクビュー - マウンテンホーム - 郡庁所在地 | - ノーフォーク - セイルスビル |

## 郡区
アーカンソー州の郡はさらに郡区に小区分されている。各郡区には未編入領域と、編入済み自治体がある。現代の郡区にはその維持目的が限られたものになっている。アメリカ合衆国国勢調査局は郡区を元に人口を集計している。また系図調査など歴史的な目的には価値がある。1つ以上の郡区に入っている町や都市は統計調査に基づいて扱われる。バクスター郡の郡区は下記リストの16区である。
| バイユー | 90165 |                                            | 360   | 5.37（13.90）    | 67.08（25.900） | 2.707（1.045）   | 北緯36度28分04秒 西経92度12分34秒 / 北緯36.467714度 西経92.209491度 |
| ビッグフラット | 90288 | ビッグフラット                             | 198   | 1.6（4.15）      | 123.7（47.761） | 0.05439（0.021） | 北緯36度01分36秒 西経92度21分31秒 / 北緯36.026753度 西経92.358551度 |
| バックホーン | 90525 | ブライアクリフ、ノーフォーク、セイルスビル | 969   | 22.67（58.71）   | 42.75（16.504） | 1.914（0.739）   | 北緯36度14分15秒 西経92度17分29秒 / 北緯36.237454度 西経92.291449度 |
| ビュフォード | 90540 |                                            | 1295  | 12.69（32.86）   | 102.1（39.415） | 1.432（0.553）   | 北緯36度13分57秒 西経92度25分06秒 / 北緯36.232621度 西経92.418200度 |
| グリーンウッド | 91524 |                                            | 164   | 1.67（4.32）     | 98.24（37.929） | 0.7770（0.300）  | 北緯36度06分36秒 西経92度15分22秒 / 北緯36.110093度 西経92.256098度 |
| グロバー | 91548 | レイクビュー、ミッドウェイ                 | 2438  | 71.92（186.23）  | 33.91（13.091） | 5.499（2.123）   | 北緯36度22分49秒 西経92度31分47秒 / 北緯36.380141度 西経92.529738度 |
| インディペンデンス | 91818 | ミッドウェイ、マウンテンホーム             | 1891  | 32.3（59.06）    | 82.93（32.018） | 0.06993（0.027） | 北緯36度21分09秒 西経92度28分29秒 / 北緯36.352625度 西経92.474704度 |
| ローガン | 92247 | ミッドウェイ                               | 1566  | 14.78（38.29）   | 105.9（40.898） | 0.2383（0.092）  | 北緯36度26分38秒 西経92度28分24秒 / 北緯36.443895度 西経92.473419度 |
| ローンロック | 92265 |                                            | 415   | 5.81（15.05）    | 71.40（27.566） | 1.269（0.490）   | 北緯36度10分03秒 西経92度19分09秒 / 北緯36.167387度 西経92.319143度 |
| マットニー | 92424 |                                            | 107   | 1,70（4.40）     | 62.93（24.297） | 0.4817（0.186）  | 北緯36度08分27秒 西経92度24分06秒 / 北緯36.140874度 西経92.401774度 |
| ミル | 92460 |                                            | 2478  | 22.71（58.82）   | 109.1（42.125） | 23.39（9.032）   | 北緯36度23分33秒 西経92度13分44秒 / 北緯36.392563度 西経92.228985度 |
| マウンテンホーム | 92616 | マウンテンホーム                           | 19659 | 145.40（376.61） | 135.2（52.200） | 0.2331（0.090）  | 北緯36度20分08秒 西経92度22分12秒 / 北緯36.335503度 西経92.370086度 |
| ノースフォーク | 92709 | ノーフォーク                               | 1574  | 14.54（37.66）   | 108.2（41.793） | 3.261（1.259）   | 北緯36度11分58秒 西経92度13分21秒 / 北緯36.199399度 西経92.222462度 |
| ピジョン | 92877 |                                            | 1850  | 13.85（35.87）   | 133.6（51.570） | 9.106（3.516）   | 北緯36度26分49秒 西経92度21分11秒 / 北緯36.446831度 西経92.352986度 |
| ユニオン | 94062 | ブライアクリフ                             | 1856  | 17.02（44.08）   | 109.0（42.101） | 31.87（12.305）  | 北緯36度16分56秒 西経92度13分18秒 / 北緯36.282254度 西経92.221680度 |
| ホワイトビル | 94035 | コッター、ガスビル、マウンテンホーム       | 4693  | 63.50（164.48）  | 73.9（28.533）  | 1.531（0.591）   | 北緯36度17分47秒 西経92度29分32秒 / 北緯36.296363度 西経92.492255度 |
| Source: “Census 2010 U.S. Gazetteer Files: County Subdivisions in Arkansas”. U.S. Census Bureau, Geography Division. 2011年4月11日時点のオリジナルよりアーカイブ。2012年8月4日閲覧。 Source: “Census 2010 U.S. Gazetteer Files”. U.S. Census Bureau, Geography Division. 2012年8月4日閲覧。 |       |                                            |       |                  |                 |                  |                                                                     |

## 著名な出身者
- ウェス・ベントリー - 俳優